# Władimir Ryżkin
Władimir Aleksiejewicz Ryżkin, ros. Владимир Алексеевич Рыжкин (ur. 29 grudnia 1930 w Moskwie, Rosyjska FSRR, ZSRR, zm. 19 maja 2011 tamże) – rosyjski piłkarz, grający na pozycji napastnika, a wcześniej pomocnika, reprezentant ZSRR, olimpijczyk.

## Kariera piłkarska

### Kariera klubowa
Wychowanek klubu Metałłurg Moskwa. W 1950 został powołany do wojska, gdzie rozpoczął karierę piłkarską w wojskowym klubie SKA Mińsk, skąd w 1951 służbowo przeniesiony do CDSA Moskwa. Po rozformowaniu CDSA w 1953 został piłkarzem MWO Moskwa. Latem 1953 roku przeszedł do Dynama Moskwa, w którym występował przez 9 lat. W 1962 zakończył karierę piłkarską w klubie Daugava Ryga.

### Kariera reprezentacyjna
21 października 1956 zadebiutował w reprezentacji Związku Radzieckiego w spotkaniu towarzyskim z Francją przegranym 1:2. Ponadto występował w olimpijskiej reprezentacji Związku Radzieckiego, w składzie której zdobył złoty medal na Olimpiadzie w Melbourne 1956.

## Kariera zawodowa
Po zakończeniu kariery piłkarskiej w latach 1963-1990 pracował jako kurier dyplomatyczny.
Zmarł 19 maja 2011 w Moskwie.

## Sukcesy i odznaczenia

### Sukcesy klubowe
- mistrz ZSRR: 1954, 1955, 1957
- wicemistrz ZSRR: 1956, 1958
- brązowy medalista mistrzostw ZSRR: 1960
- zdobywca Pucharu ZSRR: 1953

### Sukcesy reprezentacyjne
- złoty medalista Igrzysk Olimpijskich: 1956

### Sukcesy indywidualne
- wybrany do listy 33 najlepszych piłkarzy ZSRR: Nr 2 (1955, 1956, 1957)

### Odznaczenia
- tytuł Mistrza Sportu ZSRR:
- tytuł Zasłużonego Mistrza Sportu ZSRR: 1957
- Medal Orderu „Za zasługi dla Ojczyzny”
- Order „Znak Honoru”: 1953